# Szydłowiecki

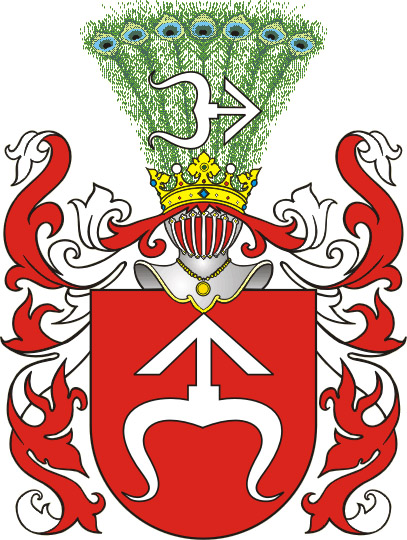
Das Adelswappen der Familie von Szydłowiecki, Wappengemeinschaft Odrowąż

Szydłowiecki ist der Name eines polnischen Hochadelsgeschlechts böhmischer Herkunft, die weibliche Form des Namens lautet Szydłowiecka.
Die Szydłowieckis waren eine männliche Seitenlinie des Hauses Odrowąż, die der Wappengemeinschaft gleichen Namens angehörten. Der Name der Adelsfamilie leitet sich von der Ortschaft Szydłowiec ab. Als Stammväter der Dynastie gelten Jakub Szydłowiecki († nach 1420) und sein Bruder Sławko Szydłowiecki († zwischen 1433 und 1436). Durch Häufung von Staatsämtern und Ländereien besonders in der Region Kleinpolen wurde das Geschlecht an der Wende vom Mittelalter zur Neuzeit im Königreich Polen sehr einflussreich und vermögend.
Die Szydłowieckis starben mit Krzysztof Szydłowiecki († 1532) im Mannesstamm aus.